# ジェフ・クロスノフ
ジェフリー・ジョン・"ジェフ"・クロスノフ（Jeffrey John "Jeff" Krosnoff、1964年9月24日 -  1996年7月14日）は、アメリカ合衆国・オクラホマ州タルサ出身のレーシングドライバー。

## 人物

### きっかけ
幼い頃よりテレビアニメ『スピードレーサー』を視聴、番組のファンとなる。
また元F1ドライバーロニー・バックナムの長女スージーと同い年であり、幼少期より近所で育つ。小学校時代に同じクラスとなった際、授業の一環の中で、スージーが父のヘルメットとレーシングスーツを持参し、その仕事を紹介したことがあった。これ以後、ますますレースに興味を持つようになったという。
1977年からはF1のアメリカ西グランプリを観戦し、F1ドライバーへの思いを強くする。

### レース活動
1983年にジム・ラッセル・レーシングスクールに入り、レース活動を開始。その後、フォーミュラ・マツダやフォーミュラ・アトランティックやSCCAレーストラックチャレンジに参戦した。1988年に来日し全日本F3000、全日本GT選手権等に参戦。1995年まで日本で活動した。
陽気かつ紳士的な性格からパドックでも人気は高く、日本で知り合ったエディ・アーバイン、ローランド・ラッツェンバーガー、マウロ・マルティニ、ミカ・サロ、トーマス・ダニエルソンらは親友として知られた。ジャーナリストとしてレース取材をしていた漫画家のすがやみつるとも親交があった。また、在籍した5ZIGENの木下正治代表とは強い信頼関係を築いた。
1996年、クロスノフは日本を離れアルシェロ・ウエルズ・レーシング（AWR）から、トヨタの開発ドライバーとして北米のフォーミュラカー最高峰であるCART参戦を開始する。トヨタもクロスノフ同様CART参戦1年目であったことから、上位に食い込むことは出来なかったが、完走率は高く懸命にマシンを走らせていた。

#### 事故死
第11戦トロントのレース終盤、クロスノフはエマーソン・フィッティパルディ、ステファン・ヨハンソンと数珠繋ぎで走行していた。95周で行われるレースの92周、クロスノフがヨハンソンを抜こうと挙動を変えた瞬間、ヨハンソンもフィッティパルディを抜こうと、同じ向きに挙動を変えた。この結果、クロスノフのマシンの左フロントタイヤが、ヨハンソンのマシンの右リヤタイヤに乗り上げ、クロスノフのマシンが宙を舞った。
宙を舞ったクロスノフのマシンはヘルメット側からフェンスに沿って何度も回転しながら砕け散り、最後は街灯の柱に激突した。クロスノフは頭部に致命的な損傷を負って即死し、事故現場付近にいたコースマーシャル1人も、事故に巻き込まれて亡くなっている。
F1への参戦を目標にしていたクロスノフだったが、叶う事は無かった。31歳没。

## 死の影響
クロスノフの死を受け、マルティニは翌年限りでフォーミュラカーレースから引退し、事故の際に接触相手となったヨハンソンも同年限りでフォーミュラーカーから引退した。普段快活・陽気な性格で知られるアーバインも、「鈴鹿を走るために日本に来たら、いつもローランドやジェフと六本木で馬鹿騒ぎをするのがお決まりだったんだ。でもローランドはもう居ない。そしてジェフも、もう居ないんだ…」と発言するほどに落ち込んだ様子を見せた。
亡くなった次のレース、第12戦ミシガンでサーキットにはクロスノフと亡くなったマーシャルに哀悼の意を表しアメリカとカナダの半旗が掲げられた。パドックには特設テント内にクロスノフのパネルや花が飾られ、メモリアルセレモニーが開かれた。数名のドライバーはマシンにクロスノフのヘルメットと、座右の銘としていた言葉"Stay Hungry" （ハングリー精神をいつまでも）のステッカーをマシンに貼り付けてレースを戦った。
事故の翌年、アルシェロ・ウエルズ・レーシングは前年のミシガンのレースとは異なるが、クロスノフのヘルメットと、座右の銘”Stay Hungry”のステッカーを2台のマシン（ヒロ松下とマックス・パピス）に貼り付けてシーズンを戦った。
クロスノフが激突したフェンスの内側に立っていたニレの木は、2002年にニレ立枯病により切り倒された。しかし切り倒されることが判明した2001年頃より行われた募金活動により、切り株は残されている。また、クロスノフと亡くなったマーシャルの2人の名前が刻まれたプレートが埋め込まれた。

## レース戦績

### 全日本F3000選手権
| 年     | チーム                                 | 1      | 2       | 3       | 4       | 5       | 6       | 7       | 8       | 9       | 10      | 11     | 順位 | ポイント |
| ------ | -------------------------------------- | ------ | ------- | ------- | ------- | ------- | ------- | ------- | ------- | ------- | ------- | ------ | ---- | -------- |
| 1988年 | スピードスターホイールレーシングチーム | SUZ    | FSW     | MIN     | SUZ     | SUG     | FSW     | SUZ     | SUZ 13  |         |         |        | NC   | 0        |
| 1989年 | スピードスターホイールレーシングチーム | SUZ    | FSW 5   | MIN 9   | SUZ Ret | SUG Ret | FSW 13  | SUZ 9   | SUZ 3   |         |         |        | 12位 | 6        |
| 1990年 | SUNTEC RACING TEAM                     | SUZ 10 | FSW Ret | MIN DNQ | SUZ 3   | SUG 10  | FSW Ret | FSW 4   | SUZ 5   | FSW 17  | SUZ 3   |        | 7位  | 13       |
| 1991年 | SUNTEC RACING TEAM                     | SUZ 7  | AUT 10  | FSW 4   | MIN Ret | SUZ Ret | SUG 14  | FSW 17  | SUZ Ret | FSW C   | SUZ 9   | FSW 4  | 14位 | 6        |
| 1992年 | スピードスターホイールレーシングチーム | SUZ 12 | FSW 9   | MIN Ret | SUZ 13  | AUT 11  | SUG 14  | FSW Ret | FSW 24  | SUZ 10  | FSW     | FSW    | NC   | 0        |
| 1993年 | スピードスターホイールレーシングチーム | SUZ 14 | FSW 13  | MIN 2   | SUZ 13  | AUT C   | SUG Ret | FSW C   | FSW 11  | SUZ 11  | FSW 13  | SUZ 15 | 11位 | 6        |
| 1994年 | GIZA RACING TEAM                       | SUZ 6  | FSW 11  | MIN Ret |         |         |         |         |         |         |         |        | 16位 | 1        |
| 1994年 | スピードスターホイールレーシングチーム |        |         |         | SUZ     | SUG     | FSW     | SUZ 12  | FSW 7   | FSW 16  | SUZ Ret |        | 16位 | 1        |
| 1995年 | TEAM 5ZIGEN                            | SUZ 10 | FSW C   | MIN 9   | SUZ 12  | SUG 9   | FSW 10  | TOK Ret | FSW 12  | SUZ Ret |         |        | NC   | 0        |

### 全日本スポーツプロトタイプカー耐久選手権
| 年     | 所属チーム               | コ.ドライバー                                 | 使用車両         | クラス | 1     | 2       | 3       | 4       | 5     | 6     | 7     | 順位 | ポイント |
| ------ | ------------------------ | --------------------------------------------- | ---------------- | ------ | ----- | ------- | ------- | ------- | ----- | ----- | ----- | ---- | -------- |
| 1991年 | TWR サンテック・ジャガー | マウロ・マルティニ ジョン・ニールセン(Rd.3-4) | ジャガー・XJR-11 | C1     | FSW   | FSW Ret | FSW Ret | SUZ Ret | SUG 6 | FSW 5 |       | 18位 | 12       |
| 1991年 | TWR サンテック・ジャガー | マウロ・マルティニ                            | ジャガー・XJR-14 | C1     |       |         |         |         |       |       | SUG 2 | 18位 | 12       |
| 1992年 | NISMO                    | 長谷見昌弘 影山正彦                           | 日産・R92CP      | C1     | SUZ 1 | FSW 4   | FSW 5   | SUG     | FSW   |       |       | 9位  | 38       |
| 1992年 | NISMO                    | 鈴木利男                                      | 日産・NP35       | C      |       |         |         |         |       | MIN 4 |       | 6位  | 10       |

### 全日本ツーリングカー選手権
| 年     | チーム                     | コ.ドライバー      | 使用車両         | クラス | 1     | 2       | 3     | 4       | 5     | 6       | 順位 | ポイント |
| ------ | -------------------------- | ------------------ | ---------------- | ------ | ----- | ------- | ----- | ------- | ----- | ------- | ---- | -------- |
| 1989年 | ダンロップ・シミズ・シエラ | 長坂尚樹           | フォード・シエラ | JTC-1  | NIS   | SEN Ret | TSU   | SUG     | SUZ   | FSW Ret |      |          |
| 1990年 | Suntec Racing              | マウロ・マルティニ | フォード・シエラ | JTC-1  | NIS 3 | SUG 5   | SUZ 7 | TSU Ret | SEN 8 | FSW Ret |      |          |

### 全日本GT選手権
| 年     | チーム             | 使用車両         | クラス | 1     | 2      | 3     | 4       | 5      | 6      | 順位 | ポイント |
| ------ | ------------------ | ---------------- | ------ | ----- | ------ | ----- | ------- | ------ | ------ | ---- | -------- |
| 1994年 | トヨタチームサード | トヨタ・スープラ | GT1    | FSW   | SEN    | FSW   | SUG Ret | MIN 10 |        | 27位 | 1        |
| 1995年 | トヨタチームサード | トヨタ・スープラ | GT1    | SUZ 3 | FSW 12 | SEN 5 | FSW 16  | SUG 3  | MIN 11 | 8位  | 32       |

### CART
| 年     | チーム                           | シャシー        | エンジン | 1       | 2       | 3       | 4       | 5      | 6        | 7      | 8      | 9      | 10      | 11      | 12   | 13  | 14  | 15  | 16 | 順位 | ポイント |
| ------ | -------------------------------- | --------------- | -------- | ------- | ------- | ------- | ------- | ------ | -------- | ------ | ------ | ------ | ------- | ------- | ---- | --- | --- | --- | -- | ---- | -------- |
| 1996年 | アルシエロ＝ウェルズ・レーシング | レイナード・96i | トヨタ   | MIA Ret | RIO Ret | SRF Ret | LBH Ret | NZR 18 | MIS1 Ret | MIL 18 | DET 15 | POR 17 | CLE Ret | TOR Ret | MIS2 | MDO | ROA | VAN | LS | 35位 | 0        |

### ル・マン24時間レース
| 年     | チーム                                                   | コ・ドライバー                          | 車                  | クラス | 周回 | 総合順位 | クラス順位 |
| ------ | -------------------------------------------------------- | --------------------------------------- | ------------------- | ------ | ---- | -------- | ---------- |
| 1991年 | トム・ウォーキンショー・レーシング・サンテック・ジャガー | デイビッド・レズリー マウロ・マルティニ | ジャガー・XJR-12    | C2     | 183  | DNF      | DNF        |
| 1994年 | サード                                                   | エディ・アーバイン マウロ・マルティニ   | トヨタ・94C-V       | LMP1   | 343  | 2位      | 1位        |
| 1995年 | サード                                                   | マルコ・アピチェラ マウロ・マルティニ   | トヨタ・スープラ LM | GT1    | 264  | 14位     | 8位        |

## エピソード
- レーシングドライバーとしては異色の存在で、大学時代は心理学を学んでいた。
- 来日したきっかけはフォーミュラ・アトランティックとSCCAレーストラックチャレンジでスピードスターホイールを使用していた関係から、1988年の秋に日本に招かれたことである。F3での試走の予定がF3000に変更となり、そこで好タイムをマークしたことから、急遽全日本F3000選手権最終戦・鈴鹿に出場した[5]。

### 1994年ル・マン24時間レース
1994年4月30日、親友の一人でありこの年のル・マン24時間レースでチームメイトになるはずだったラッツェンバーガーが、F1サンマリノGP予選中の事故で他界。トヨタチームはもう一人のチームメイトだったマルティニに加えて、代役にアーバインを抜擢しル・マンに参戦することとなった。
チームはレース終盤までトップを走行していたが、残り2時間というところでミッショントラブルでストップ。ピット出口付近であり、そのままリタイヤかと思われたが、その際にドライバーを務めていたクロスノフが、ミッションに手を突っ込み、無理矢理3速に固定して再び走り出し、マシンをピットまで帰還させた。レーススタート前にそのような事態に備え、メカニックから方法を聞きだしていたのだという。
優勝は出来なかったが、最終的にはチームは2位に入賞した。